# Муромицы
Му́ромицы (фин. Muurowitz) — деревня в Большеврудском сельском поселении Волосовского района Ленинградской области.

## История
Впервые упоминается в Писцовой книге Водской пятины 1500 года как сельцо Муравичи в Богородицком Врудском погосте.
Обозначена на карте Ингерманландии А. И. Бергенгейма, составленной по материалам 1676 года, как деревня Moravits.
На шведской «Генеральной карте провинции Ингерманландии» 1704 года — как мыза Morou hof и деревня Morou by.
Как мыза Морувицы — на «Географическом чертеже Ижорской земли» Адриана Шонбека 1705 года.
На карте Ингерманландии А. Ростовцева 1727 года упомянута как мыза Муромицы.
На карте Санкт-Петербургской губернии Я. Ф. Шмидта 1770 года — как мыза Муравицкая.
На карте Санкт-Петербургской губернии Ф. Ф. Шуберта 1834 года обозначена усадьба Муромицы близ деревень Пелесова и Слободка.

ГОРКА — деревня принадлежит чиновнице 5-го класса Кривцовой, число жителей по ревизии: 36 м. п., 38 ж. п. (1838 год)

В пояснительном тексте к этнографической карте Санкт-Петербургской губернии П. И. Кёппена 1849 года она записана как деревня Muurowitz (Муромиц) и указано количество её жителей на 1848 год: савакотов — 21 м. п., 24 ж. п., всего 45 человек.
Мыза Муромицы упоминается на карте профессора С. С. Куторги 1852 года.

ГОРКА — деревня полковника Никитина, 10 вёрст по почтовой, а остальные по просёлочной дороге, число дворов — 12, число душ — 29 м. п. (1856 год)

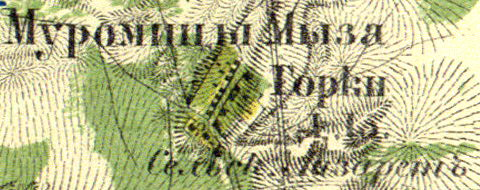
Деревня Муромицы на карте 1860 года

Согласно карте Санкт-Петербургской губернии 1860 года мыза Муромицы располагалась в деревне Горки, которая насчитывала 13 дворов, смежно с ней находился «сельский лазарет».

МУРОМИЦЫ — мыза владельческая при колодце, по левую сторону 1-й Самерской дороги, от Ямбурга в 35 верстах, число дворов — 4, число жителей: 16 м. п., 18 ж. п. (1862 год)

Согласно материалам по статистике народного хозяйства Ямбургского уезда 1887 года мыза Муромицы площадью 1435 десятин принадлежала дворянке М. Э. Депп, мыза была приобретена в 1873 году за 18 000 рублей. Мельница сдавалась в аренду, за право собирать сучья, крестьяне косили помещице десятину клевера.
В 1889 году в своём имении в Муромицах был похоронен начальник 27-й пехотной дивизии генерал-лейтенант Александр Филиппович Депп — герой Русско-турецкой войны 1877—1878 годов.
В 1900 году, согласно «Памятной книжке Санкт-Петербургской губернии», мыза Муромицы площадью 1423 десятины принадлежала губернскому секретарю Евгению Николаевичу Деппу.
В конце XIX — начале XX века мыза административно относилась к Княжевской волости 1-го стана Ямбургского уезда Санкт-Петербургской губернии.
По данным «Памятной книжки Санкт-Петербургской губернии» за 1905 год пустошью и мызой Муромицы площадью 704 десятины владел малолетний Павел Евгеньевич Депп, кроме того участком земли мызы Муромицы площадью 361 десятина, владели купец 2-й гильдии Фома Алексеевич Алексеев и крестьянин Сергей Александрович Иванов.
Согласно данным переписи населения СССР 1926 года в посёлке Муромицы Княжевского сельсовета Врудской волости Кингисеппского уезда проживали 53 человека, большинство эстонцы, а также русские и финны.

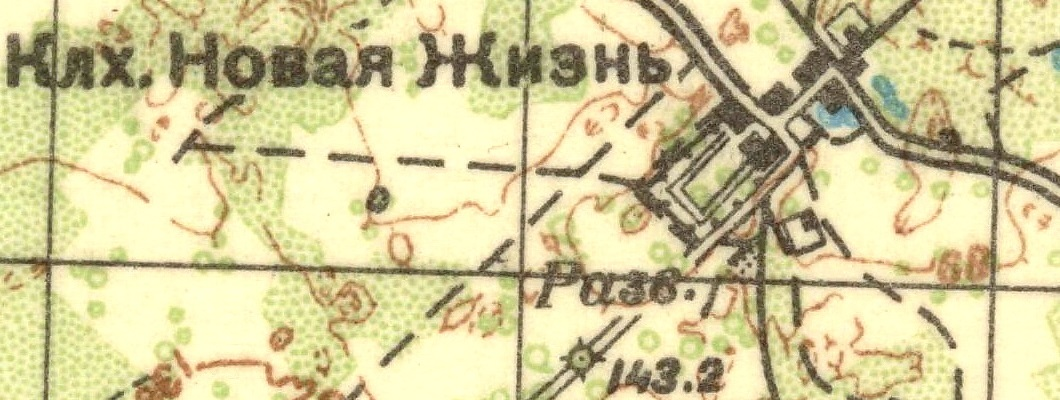
План посёлка Муромицы. 1930 год

Согласно топографической карте 1930 года в посёлке был организован колхоз Новая жизнь.
По данным 1933 года в составе Княжевского сельсовета Волосовского района деревни Муромицы не числилось.

План посёлка Муромицы. 1938 год

Согласно топографической карте 1938 года посёлок назывался Муромец и насчитывал 5 дворов, в посёлке была своя школа.
По данным 1966 и 1973 годов в составе Врудского сельсовета находилась деревня Муромицы.
По административным данным 1990 года деревня Муромицы отсутствовала в составе Волосовского района.
В 1997 году деревня Муромицы также отсутствовала в составе Волосовского района.
Постановлением правительства Российской Федерации от 21 декабря 1999 года № 1408 «О присвоении наименований географическим объектам и переименовании географических объектов в Ленинградской, Московской, Пермской и Тамбовской областях» деревне вновь было присвоено наименование Муромицы.
В 2002 году в деревне проживали 7 человек (все русские), в 2007 году в деревне Муромицы Большеврудского СП было 11 жителей.

## География
Деревня расположена в северо-западной части района к северу от автодороги 41К-045 (Большая Вруда — Овинцево).
Расстояние до административного центра поселения — 15 км.
Расстояние до ближайшей железнодорожной станции Вруда — 9 км.

## Демография
| 1862 | 2002 | 2007 | 2010 | 2017 |
| ---- | ---- | ---- | ---- | ---- |
| 34   | ↘7   | ↗11  | ↘8   | →8   |

### Национальный состав
Согласно данным Всероссийской переписи населения 2021 года в деревне проживали 19 человек, из них:
 русские — 9, тувинцы — 5, таджики — 4, осетины — 1 человек.

## Иллюстрации

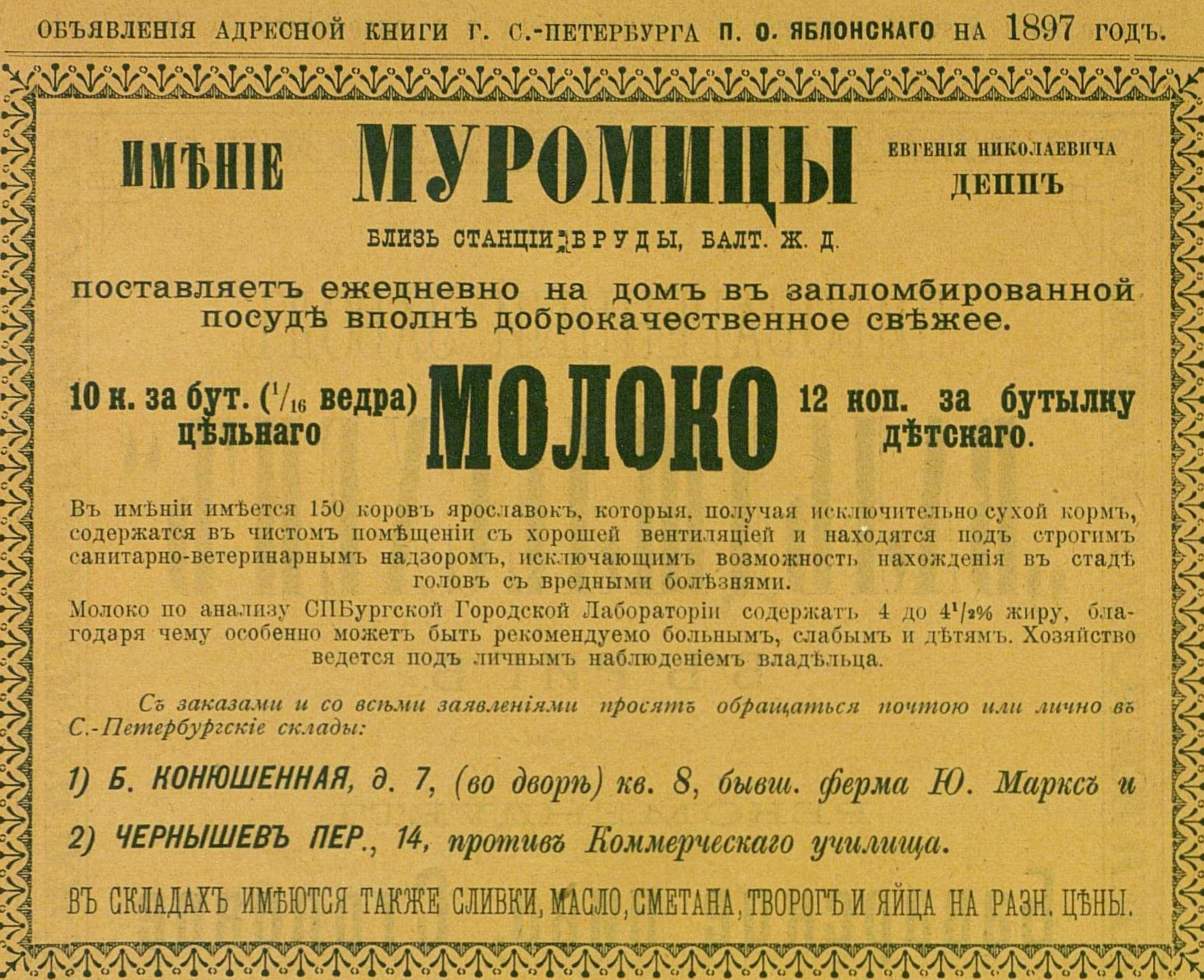
Реклама молока из имения Муромицы, 1897 год